# تيمور ملك
تیمور ملك کان قائدا طاجيكا في عهد الدولة الخوارزمية وقائد المدافعين عن خجند أثناء الغزو المغولي لخوارزم.
لم يتمكن جيش المغول الذي توجه نحو خجند الواقعة غرب نهر سيحون (في طاجيكستان حاليًا) من افتتاحها على الرغم من حصارها لمدة طويلة. لذا، توجهت القوة التي فتحت بخارى وسمرقند إلي خجند لدعم الجيش المحاصر للمدينة، فأصبحت المدينة تحت حصار آلاف من جيش المغول. خسر تيمور ملك تقريبًا معظم جنوده في معارك الدفاع عن المدينة، ولكنه تمكن من الفرار مع القليل من جنده، ووصل هو وجنوده إلى خوارزم التي جمعوا فيها بقايا جيش خوارزم المدمر. اتحد تيمور ملك مع كل رجال الحرب في خوارزم، وهاجموا جيش المغول عدة مرات. وتمكن جيش تيمور من إلحاق بعض الخسائر بجيش المغول، ولكن خلاف بين تيمور وبعض قادة جيش خوارزمشاه أوقف تيمور عن مواصلة انتصاراته.